# 타오디엔역
타오디엔역(베트남어: Ga Thảo Điền / Ga 草田)은 베트남 호찌민시 투득시에 위치한 지하철 역이다.

## 노선
- 호찌민 지하철
  - 1호선